# Elecciones provinciales de Tierra del Fuego de 2015
Las elecciones generales de la provincia de Tierra del Fuego, Antártida e Islas del Atlántico Sur de 2015 tuvieron lugar en junio del mencionado año con el objetivo de elegir, en fórmula única y por medio del sistema de segunda vuelta, al Gobernador y al Vicegobernador; a los 15 diputados de la Legislatura Provincial por medio de representación proporcional por listas con Sistema d'Hondt; y renovar las intendencias y Concejos Deliberantes de los tres municipios de la provincia, Ushuaia, Río Grande, y Tolhuin. De este modo quedarían conformados los poderes ejecutivo y legislativo de la provincia para el período 2015-2019. Fueron las séptimas elecciones fueguinas desde la provincialización del territorio en 1990.
Cuatro fórmulas compitieron por la gobernación. La gobernadora saliente, Fabiana Ríos, del Partido Social Patagónico (PSP), no podía presentarse a la reelección debido a que ya estaba cumpliendo su segundo mandato en el cargo, y la constitución solo habilita la reelección del gobernador incumbente por un período consecutivo. El candidato oficialista fue el vicegobernador Roberto Crocianelli, quien solo había ejercido una mandato en su cargo (2011-2015) y por tanto podía presentarse. El Frente para la Victoria (FpV), oficialista a nivel nacional y principal fuerza opositora en el ámbito provincial, presentó por segunda vez a Rosana Bertone, que había perdido las elecciones de 2011 contra Ríos. Una coalición de partidos entre los cuales destacaban la Unión Cívica Radical (UCR) y el Movimiento Popular Fueguino (MOPOF), así como varias fuerzas provinciales y nacionales, denominada "Unir Tierra del Fuego", presentó al entonces intendente de Ushuaia Federico Sciurano. Por último, el partido Espacio Democrático para la Victoria (EDpV), que aglutinaba al kirchnerismo disidente de la provincia, presentó al exsenador Osvaldo Ramón López.
La primera vuelta de las elecciones, así como la elección municipal de Río Grande y Tolhuin, tuvo lugar el 21 de junio con una amplia ventaja para el Frente para la Victoria (FpV). Bertone obtuvo el 49.02%, a un punto de alcanzar la gobernación sin necesidad de una segunda vuelta, y el kirchnerismo obtuvo mayoría absoluta en la Legislatura Provincial con 8 de los 15 escaños, fenómeno nunca antes visto en la historia electoral de la provincia. El FpV logró obtener las dos intendencias en disputa. Por su parte, Sciurano logró polarizar la elección con 39.71%, y la alianza entre el MOPOF y la UCR obtuvo los 7 escaños legislativos restantes. Ni Crocianelli ni López superaron el 6% de los votos. La participación fue de solo el 69.40% del electorado, y un 16% de los sufragios fueron en blanco o anulados.
El 28 de junio se realizó la segunda vuelta gubernativa y la elección municipal de Ushuaia, triunfando en ambas el FpV. Bertone resultó elegida con un 51.91% contra el 48.09% de Sciurano, con una participación que se incrementó a un 70% exacto del padrón, y un voto blanco o anulado que descendió drásticamente. Fue la primera ocasión desde 1991 en la que el resultado de la primera vuelta gubernativa no se invertía en el desempate (sin tener en cuenta la elección de 1995, en la cual el gobernador incumbente fue reelecto en primera vuelta). Con este resultado, el kirchnerismo obtuvo el control de casi todas las instituciones disputadas, con la gobernación, la mayoría legislativa y la totalidad de los municipios. Los cargos electos juraron el 17 de diciembre de 2015.

## Antecedentes
La provincia de Tierra del Fuego, Antártida e Islas del Atlántico Sur es el distrito más joven y menos poblado de la República Argentina, albergando tan solo un 0.40% de la población con derecho a voto del país. Se caracteriza por tener un electorado inestable con un alto nivel de corte de boleta, baja participación y voto en blanco o anulado, lo que ha llevado a dirigentes políticos de la zona a declarar que en dicho territorio "se votan candidatos, no partidos". La política fueguina también está marcadamente signada por el conflicto entre la Argentina y el Reino Unido por la soberanía de las Islas Malvinas, ya que constitucionalmente la Argentina declara a las islas como parte del territorio provincial fueguino. En las elecciones de 2011, la candidata del Frente para la Victoria (FpV), alianza oficialista a nivel nacional, la senadora Rosana Bertone, resultó la más votada en primera vuelta contra la gobernadora Fabiana Ríos, la primera mujer electa gobernadora de la historia argentina, que se presentaba a la reelección por el recién fundado Partido Social Patagónico (PSP). Sin embargo, en el ajustado balotaje resultante, Ríos logró imponerse con un 50.66% de los votos contra el 49.34% de Bertone. El escenario municipal fue diferente, la Unión Cívica Radical obtuvo dos de las tres intendencias, y la restante cayó en manos del Partido Justicialista.

## Candidaturas
A principios de 2015, Rosana Bertone se perfiló nuevamente como la candidata natural del Frente para la Victoria a la gobernación fueguina. Sin embargo, el kirchnerismo fueguino enfrentaba desde su nacimiento una fuerte disputa interna, y un amplio sector de dicho espacio, entre los cuales estaban partidos como el Nuevo Encuentro o la agrupación juvenil La Cámpora, rechazaba a Bertone. Pese a esto, Bertone en última instancia recibió el apoyo clave del gobernador de Buenos Aires y candidato presidencial del FpV, Daniel Scioli, que visitó la provincia en mayo para apoyar su candidatura. Esto, sumado al hecho de que fuera la candidata kirchnerista con mayor apoyo en las encuestas locales llevó a que la mayor parte del kirchnerismo fueguino se resignara a aceptarla como única candidata del espacio. El compañero de fórmula de Bertone fue Juan Carlos Arcando.
Dentro del oficialismo provincial, al estar Ríos impedida para presentarse a la reelección, la gobernadora impulsó la candidatura de su hasta entonces vicegobernador, Roberto Crocianelli, que había cumplido un solo mandato en el cargo en reemplazo de su predecesor, Carlos Basanetti (compañero de fórmula de Ríos en 2007, y había renunciado en 2008 por diferencias con la mandataria). El compañero de fórmula de Crocianelli sería Juan Saldivia. Ríos, por su parte, fue proclamada candidata a intendenta de Ushuaia.
Con respecto a la oposición provincial no kirchnerista, los candidatos mejor perfilados eran el intendente de Ushuaia Federico Sciurano, de la Unión Cívica Radical (UCR), y su predecesor, el senador Jorge Alberto Garramuño, del Movimiento Popular Fueguino (MOPOF). Garramuño, sin embargo, declinó la posibilidad de una candidatura debido a su salud en declive (moriría en septiembre del mismo año, sin haber completado su mandato legislativo) y al mismo tiempo rechazó la idea de una nueva alianza con la UCR, considerando que el MOPOF debía apoyar a Bertone. Del mismo modo, el MOPOF y la UCR acordaron formar una coalición de cara a los comicios provinciales. A dicha coalición se le dio el nombre de "Unir Tierra del Fuego". Sciurano fue rápidamente lanzado como candidato, siendo su compañera de fórmula la mopofista Miriam Ruth Boyadjian, senadora suplente por la banca de Garramuño. La coalición recibió también la adhesión del partido Propuesta Republicana (PRO), de Mauricio Macri, y del Frente Renovador (FR), de Sergio Massa. Unir Tierra del Fuego no se inscribió formalmente como una alianza, sino que sus distintos partidos presentaron una boleta diferenciada con la fórmual Sciurano-Boyadjian.
Por último, un sector del kirchnerismo, contrario a la candidatura de Bertone, se aglutinó en torno al partido Espacio Democrático para la Victoria (EDpV), que actuaba como seccional de la agrupación Nuevo Encuentro. Dicha fuerza postuló al exsenador nacional Osvaldo Ramón López, el primer senador abiertamente homosexual de la historia argentina, para la gobernación, con Adriana Blanco como compañera de fórmula. La candidatura de López recibió el apoyo del líder nacional del Nuevo Encuentro, Martín Sabbatella, que fue duramente criticado por diversos sectores del kirchnerismo, que consideraban que la desunión del FpV los llevaría a una tercera derrota consecutiva.

## Reglas electorales
Las elecciones se realizaron bajo la constitución provincial de 1991, y bajo la Ley Electoral Provincial 201/94. La misma establece que los cargos de Gobernador y Vicegobernador se eligen directamente por el electorado de la provincia en fórmula única, por mayoría absoluta de votos con la provincia como distrito único para un mandato de cuatro años, reelegibles una sola vez consecutivamente. Si ninguna de las fórmulas obtuviera esa mayoría, se realizará una segunda vuelta electoral entre las dos fórmulas más votadas en la primera, dentro de los quince días siguientes, quedando consagrada la que obtuviese el mayor número de sufragios. Tierra del Fuego es uno de los pocos distritos argentinos que prohíben constitucionalmente que las elecciones provinciales coincidan con las nacionales, debiendo estas estar separadas por un intervalo de tres meses.
Los legisladores provinciales, que son quince, se eligen directamente. Se aplicará el sistema de representación proporcional, método D'Hondt con un piso del (5%) de los votos válidos emitidos. Los legisladores serán electos de acuerdo con el orden de lista y número de votos para cada uno, según el sistema de tachas. El sistema de tachas se aplica conjuntamente con el proporcional (método D'Hondt), de modo que el número de votos obtenidos determina el número de bancas que corresponderá a cada partido en la Legislatura. Las tachas contenidas en las boletas utilizadas para votar, establecerán el orden de designación de los candidatos a elegir, modificando el orden impreso en ellas, el que solo se aplicará en los casos de empate. No se considerarán las tachas efectuadas a cada candidato que no superen el (50% +1 voto) del total de los votos válidos emitidos en favor de la lista que lo propuso.
El gobernador y los legisladores electos asumen sus cargos el 17 de diciembre del año de su elección, siendo junto con Tucumán (cuyas autoridades asumen el 29 de octubre), las únicas dos provincias argentinas cuyas autoridades provinciales no asumen el 10 de diciembre.

## Campaña
La tensión política comenzó a notarse en la provincia a finales de marzo de 2015. En preparación para el acto conmemorativo de los treinta y tres años del estallido de la guerra de las Malvinas, el 2 de abril, en el que estarían presentes Bertone, la presidenta Cristina Fernández de Kirchner, y la gobernadora Fabiana Ríos, se desató una polémica cuando el gobierno decidió trasladar el acto de su lugar de realización tradicional en la Plaza Islas Malvinas al Complejo Artístico y Deportivo Polivalente. El Centro de Excombatientes y Veteranos de Malvinas rechazó participar del acto, formando uno paralelo en la plaza, y denostaron el acto realizado por Fernández de Kirchner y Ríos como un "acto proselitista político", durante le cual solo se permitiría la presencia de funcionarios, veteranos, y partidarios del kirchnerismo y el PSP. Sciurano también boicoteó el acto del Polivalente, concurriendo en su lugar al de la Plaza. Durante el acto del Polivalente, se produjeron intercambios duros entre los militantes kirchneristas presentes, que silbaron y abuchearon a la gobernadora; y los partidarios de Ríos, que sin embargo, representaban un número mucho menor.
Sciruano declaró al momento de lanzar su candidatura que, en conjunto con el MOPOF, el radicalismo fueguino buscaría revertir el panorama económico difícil que atravesaba la provincia, y se comprometió a incrementar la actividad industrial, iniciar una mayor explotación de los recursos naturales, generar empleos y enfocar al estado en una mejora en la calidad de vida de los habitantes de la provincia. Su campaña fue en gran medida regionalista, oponiéndose a que la elección se polarizada por cuestiones nacionales, declarando que debían tenerse en cuenta netamente los intereses fueguinos, y que la discusión debería girar en torno al desarrollo económico de la provincia y no en un cruce político partidario. Cuando se le preguntó por su posición en la política nacional, Sciruano apoyó la precandidatura del radical Ernesto Sanz a la presidencia dentro de la coalición Cambiemos, definiéndose como un "radical orgánico". Sin embargo, también se mostró favorable a apoyar a cualquier candidato presidencial que ganara la primaria abierta venidera para agosto.
Por su parte, Bertone destacó en su campaña por apoyarse continuamente en la defensa al modelo aplicado a nivel nacional y particularmente en su candidato presidencial, Scioli. También criticó duramente la situación de la provincia bajo el gobierno de Ríos. Bertone señaló que los principales reclamos de la población eran por cuestiones de educación y salud, debido la migración interna de profesionales y al hecho de que las clases no comenzaban en el período establecido por la ley nacional. También cuestionó a Sciurano, acusándolo de apoyar esencialmente la candidatura de Mauricio Macri, y de haber realizado una mala gestión como intendente de la capital, teniendo la ciudad "contaminada y llena de pozos". Bertone afirmó que confiaba en un amplio triunfo y declaró haber llegado a la elección con mucha más experiencia que en su anterior campaña de 2011.
Sciurano manifestó al comienzo de la campaña su intención de que se realizara un debate en vivo entre él y Bertone. Sin embargo, la candidata se mostró esquiva al respecto y posteriormente rechazó de plano la idea. Durante las siguientes semanas y a medida que la elección se polarizaba entre ambos, los dos candidatos se acusaron mutuamente de realizar acciones que buscaban el establecimiento de una "campaña sucia". Bertone acusó a Sciurano de corrupción en su gestión municipal, a lo que Sciurano respondió presentando su declaración jurada y volviendo a exigir un debate como devolución, afirmando que no permitiría que nadie lo llamara "ladrón". Poco antes de la primera vuelta, Sciurano acusó a Bertone de "regalar colchones y bicicletas" para comprar votos, manteniendo su postura con respecto a un intercambio de ideas en vivo. El día anterior a los comicios, Bertone afirmó que no aceptaría el debate supuestamente porque Sciurano había escondido de su declaración jurada más de diecinueve millones de pesos utilizados para pautar con los medios de comunicación, por lo que consideraba que tal debate no sería limpio.

## Voto de un malvinense
Alejandro Betts nació en Puerto Argentino, islas Malvinas, en 1947 y en junio de 2014 gestionó su nuevo DNI en Ushuaia, anotando la dirección que tenía en las islas antes del conflicto de 1982. En su documento el domicilio que figuraba era «Hebe 1, Puerto Argentino, Islas Malvinas, Islas del Atlántico Sur, Tierra del Fuego», mientras que en el lugar de nacimiento figura Tierra del Fuego.
En mayo de 2015, debido al domicilio de las Malvinas registrado en su DNI, el Juzgado Electoral de Tierra del Fuego y la Junta Electoral Municipal de Ushuaia invitaron a Betts participar de las elecciones provinciales en dicha ciudad por ser ciudadano fueguino, votando en la Primera Sección Electoral y en la Mesa Nº 1 de la capital provincial. Es la primera vez que un ciudadano argentino nacido en las Malvinas estuvo empadronado en las islas y en condiciones de votar en Tierra del Fuego.
El 21 de junio, Betts ejerció su derecho político de votar en su provincia natal, en la Escuela Nacional N°1 de Ushuaia, convirtiéndose en el primer sufragio de un argentino con domicilio en las Malvinas en Tierra del Fuego. Al día siguiente de emitir su voto, se anunció que Betts sería candidato al Parlamento del Mercosur por la provincia de Tierra del Fuego en las elecciones primarias del 9 de agosto, como extrapartidario del Partido Social Patagónico.

## Resultados

### Gobernador y Vicegobernador
La primera vuelta se realizó en condiciones climáticas desfavorables, con una fuerte nevada. Sin embargo, la concurrencia fue alta y la Junta Electoral declaró que estaba "en consonancia" con los antecedentes históricos de participación en las elecciones fueguinas, con un 30% del electorado habiendo sufragado para la mitad del día. Bertone votó pasadas las diez en la escuela N.º 22 de Ushuaia y exhortó a la población a concurrir a las elecciones. Crocianelli fue el segundo candidato en votar y elogió que los comicios se desarrollaran en un marco tranquilo. Ríos también votó en Ushuaia, y declaró ante los medios que el clima no impedía el normal desarrollo de la jornada. Después de haber emitido sufragio, Bertone se dirigió a la ciudad de Río Grande, desde donde seguiría el desarrollo y el posterior escrutinio de las elecciones.
La elección resultó en un triunfo parcial para el FpV, que logró el 49.02% en la elección gubernativa contra el 39.71% de Unir Tierra del Fuego. El oficialista Partido Social Patagónico sufrió una devastadora derrota al quedar Crocianelli en cuarto lugar con el 5.48%, y el Nuevo Encuentro no superó las expectativas debido a la polarización Bertone-Sciurano, recibiendo López el 5.79%. Simultáneamente, únicamente el FpV y UnirTDF superaron la barrera proscriptiva en la elección legislativa para conseguir escaños en la Legislatura Fueguina, pero juntos solo recibieron un bajo 29.65% de los votos emitidos. Esto significó que, con solo un 16.14% del voto popular, el FpV obtuviera mayoría absoluta en la legislatura con 8 de los 15 escaños, mientras que UnirTDF se quedó con los 7 restantes (4 para el MOPOF y 3 para la UCR), habiendo recibido solo el 13.51% de los sufragios. Sciurano posteriormente declararía que el sistema electoral defectuoso había facilitado esta irregularidad.
|  | 39.55 % |

|  | 9.47 % |

|  | 49.02 % |

|  | 51.91 % |

|  | 11.36 % |

|  | 8.69 % |

|  | 8.26 % |

|  | 6.95 % |

|  | 2.31 % |

|  | 2.15 % |

|  | 39.71 % |

|  | 48.09 % |

|  | 5.79 % |

|  | 5.48 % |

|  | 84.08 % |

|  | 93.06 % |

|  | 13.44 % |

|  | 4.21 % |

|  | 2.48 % |

|  | 2.73 % |

|  | 100.00 % |

|  | 100.00 % |

|  | 69.40 % |

|  | 70.43 % |

### Legislatura Provincial
|  | 21.02 % |

|  | 9.90 % |

|  | 7.70 % |

|  | 6.24 % |

|  | 6.13 % |

|  | 5.54 % |

|  | 5.18 % |

|  | 4.16 % |

|  | 3.83 % |

|  | 3.48 % |

|  | 3.45 % |

|  | 3.14 % |

|  | 2.93 % |

|  | 2.63 % |

|  | 2.31 % |

|  | 2.30 % |

|  | 2.05 % |

|  | 1.82 % |

|  | 1.52 % |

|  | 1.41 % |

|  | 1.34 % |

|  | 1.05 % |

|  | 0.88 % |

|  | 74.85 % |

|  | 22.66 % |

|  | 2.49 % |

|  | 100.00 % |

|  | 68.22 % |

### Elecciones municipales
|  | 25.41 % |

|  | 17.52 % |

|  | 20.90 % |

|  | 13.16 % |

|  | 17.67 % |

|  | 9.58 % |

|  | 14.72 % |

|  | 9.55 % |

|  | 12.15 % |

|  | 6.74 % |

|  | 8.35 % |

|  | 6.52 % |

|  | 0.79 % |

|  | 4.30 % |

|  | 4.19 % |

|  | 3.02 % |

|  | 3.00 % |

|  | 2.70 % |

|  | 2.28 % |

|  | 2.13 % |

|  | 1.88 % |

|  | 1.86 % |

|  | 1.82 % |

|  | 1.64 % |

|  | 1.60 % |

|  | 1.44 % |

|  | 1.38 % |

|  | 1.37 % |

|  | 1.34 % |

|  | 1.27 % |

|  | 1.04 % |

|  | 0.89 % |

|  | 0.78 % |

|  | 62.26 % |

|  | 15.36 % |

|  | 33.43 % |

|  | 11.85 % |

|  | 4.31 % |

|  | 9.66 % |

|  | 9.07 % |

|  | 8.70 % |

|  | 4.50 % |

|  | 3.82 % |

|  | 3.56 % |

|  | 3.53 % |

|  | 3.32 % |

|  | 3.32 % |

|  | 2.88 % |

|  | 2.71 % |

|  | 2.70 % |

|  | 2.54 % |

|  | 2.30 % |

|  | 2.28 % |

|  | 2.04 % |

|  | 2.01 % |

|  | 1.56 % |

|  | 1.21 % |

|  | 1.07 % |

|  | 54.06 % |

|  | 47.77 % |

|  | 11.98 % |

|  | 7.78 % |

|  | 11.45 % |

|  | 6.46 % |

|  | 9.72 % |

|  | 6.46 % |

|  | 6.71 % |

|  | 5.24 % |

|  | 3.83 % |

|  | 4.65 % |

|  | 2.26 % |

|  | 4.45 % |

|  | 2.40 % |

|  | 2.20 % |

|  | 2.20 % |

|  | 2.15 % |

|  | 2.10 % |

|  | 2.01 % |